# Нуредин Найбет
Нуредин Найбет е известен в близкото минало марокански футболист.

## Кариера
Роден е на 10 февруари 1970 в Казабланка. Найбет е дългогодишен капитан на мароканския национален отбор, в който има 115 официални мача. Започва обещаващата си футболна кариера в отбора на Ведад(Казабланка). С този футболен отбор, Нуредин Найбет става трикратен шампион на Мароко по футбол, а през 1992 г. печели и Купата на Африканските шампиони. За националния отбор на Мароко, Нуредин Найбет дебютира през 1990 г., срещу отбора на Тунис. През същата 1992 г.заедно с националния отбор на Мароко, Найбет участва на Олимпийските игри, провели се в испанския град Барселона. Отново през същата година участва и в провелото се в Сенегал първенство за Купата на Африканските нации.
Отличното представяне на Найбет в тези футболни форуми закономерно привлича вниманието на различни европейски мениджъри и специалисти. След дълги преговори Найбет е трансфериран във френския клуб Нант, където прави блестящ сезон, който му осигурява както любовта на запалянковците, така и признанието на сп. „Франс Футбол“ за най-проспериращ млад играч.
След впечатляващото си представяне по френските терени, през 1994 Найбет подписва контракт с португалския гранд Спортинг, в чиито редици младия мароканец остава само два сезона. Отличните прояви на Найбет с екипа на „Спортинг“ правят силно впечатление на испанските футболни мениджъри, които забелязват таланта на мароканеца. В края на сметка той преминава в редиците на Депортиво(Ла Коруня) за фантастичната сума от 6 000 000 евро-най-високия трансфер в историята на мароканския футбол, който прави Найбет най-скъпоструващия играч от областта Магреб. Талантливият централен защитник помага на новия си клуб да спечели титлата в Испания през 2000 г. Нови успехи за Найбет идват през 2002 г., когато Депортиво печели купата и суперкупата на Испания в драматичен мач срещу „кралския“ Реал Мадрид.
След няколко блестящи сезона с тениската на „Депортиво“ и под ръководството на треньора Хавиер Ирурета, Найбет приема ново предизивикателство, подписвайки двегодишен договор с английския Тотнъм. В един от първите си мачове за „Тотнъм“ срещу кръвния враг „Арсенал“, Найбет е контузен, поради което пропуска по-голямата част от футболния сезон. Контузията води до загуба на титулярното място на Найбет в центъра на отбраната на „шпорите“. Мароканецът започва да се появява спорадично с екипа на лондончани и така до 2006 г., когато той окончателно слага край на професионалната си футболна кариера. С националния отбор на своята страна, Найбет участва на шест издания за Купата на Африканските нации, както и на две световни първенства-1994 г. в САЩ, както и през 1998 г. във Франция. Първият си гол за „атласките лъвове“, Найбет отбелязва през 1997 г., срещу Етиопия. Общо за националния отбор на Мароко е отбелязал четири гола.